# Sony Interactive Entertainment
Sony Interactive Entertainment (SIE), anteriormente conocido como Sony Computer Entertainment (SCE), es un desarrollador multinacional de videojuegos y filial propia del Grupo de Productos y Servicios al Consumidor de Sony Corporation.
La compañía fue fundada y establecida el 16 de noviembre de 1993, como Sony Computer Entertainment, para manejar la aventura de Sony en el desarrollo de videojuegos. Desde el lanzamiento exitoso de la consola PlayStation original en 1994, la compañía ha estado desarrollando desde entonces la línea PlayStation de consolas y accesorios de videojuegos caseros. Expandiendo sobre Norteamérica y otros países, la compañía pronto se convirtió en el principal recurso de Sony para investigación y desarrollo en videojuegos y entretenimiento interactivo. En abril de 2016, SCE y Sony Network Entertainment se reestructuraron y se reorganizaron en Sony Interactive Entertainment, llevando las operaciones y los objetivos principales de ambas compañías.
Sony Interactive Entertainment gestiona la investigación y el desarrollo, la producción y las ventas de hardware y software para los sistemas de videojuegos PlayStation. Además, es también desarrollador y editor de títulos de videojuegos y está compuesto por varias filiales de los principales mercados de Sony: América, Europa y Asia. Para 30 de septiembre de 2016, la compañía ha vendido más de 486 millones de consolas PlayStation en todo el mundo.

## Historia

### Antecedentes
Antes de la creación de Sony Computer Entertainment, Sony ya estaba involucrado en el mercado de los videojuegos. La historia de PlayStation comienza en 1988, cuando Nintendo y Sony acuerdan trabajar juntos. Nintendo fue el encargado de trabajar en el proyecto Super Nintendo Entertainment System (SNES), mientras que Sony desarrolló el Super Disc. Super Disc sería un complemento que permitiría a la SNES leer juegos en formato CD-Rom. Sin embargo, debido a algunos desacuerdos, Nintendo cambió su asociación con Sony por Philips, lo que llevó a la cancelación de los Super Disc. En 1990, Sony decide dar uso a su trabajo hecho y obtener el proyecto PlayStation X, dirigida por Ken Kutaragi.
Sony se lanza en el mercado de los videojuegos mediante la creación de CSG Imagesoft, una filial de CBS/Sony Group (CSG), en enero de 1989. Con base en Los Ángeles, la compañía pública videojuegos para la consola Nintendo Entertainment System.
La división norteamericana de Sony Electronic Publishing fue fundada en abril de 1991. CSG Imagesoft se cambia el nombre de Sony Imagesoft y empezó a desarrollar y publicar juegos para la Game Boy y Super Nintendo. El 20 de mayo de 1992 Sony y Sega anuncian asociación para crear juegos de MegaDrive, Game Gear y Mega CD.

### Creación, lanzamiento de PlayStation y expansión (1993–2006)
Sony Computer Entertainment, Inc. (SCEI) fue establecida conjuntamente por Sony y su filial Sony Music Entertainment Japan en 1993 para manejar las empresas de la compañía en el mercado de hardware de videojuegos. La consola original de PlayStation fue lanzada el 3 de diciembre de 1994, en Japón.
Las operaciones norteamericanas de la empresa, Sony Computer Entertainment of America (SCEA), se crearon originalmente en mayo de 1995 como una división de Sony Electronic Publishing. Localizado en la ciudad de Foster City, California, la oficina norteamericana fue dirigida originalmente por Steve Race.
En los meses previos al lanzamiento de PlayStation en los mercados occidentales, las operaciones fueron reestructuradas: Todo el marketing de videojuegos de Sony Imagesoft fue doblado en SCEA en julio de 1995, con la mayoría de los empleados afectados transferidos de Santa Mónica, California, a Foster City. El 7 de agosto de 1995, Race renunció inesperadamente y fue nombrado CEO de Spectrum HoloByte tres días después. Fue sustituido por el veterano de Sony Electronics, Martin Homlish. También se crea otra filial, Sony Interactive Entertainment Europa (SIEE), con sede en Liverpool, fue fundada en julio de 1995 como una división de Sony Electronic Publishing Ltd. La consola PS fue lanzada en Estados Unidos el 9 de septiembre de 1995.
Como parte de una reestructuración mundial a principios de 1997, SCEA (actualmente Sony Interactive Entertainment America) fue restablecida como una subsidiaria de SCEI.
El lanzamiento de la segunda consola PS, PlayStation 2, se estrenó en Japón el 4 de marzo de 2000 y en los Estados Unidos el 26 de octubre de 2000.
El 1 de julio de 2002, el presidente de SCEI, Shigeo Maruyama, fue sustituido por Tamotsu Iba como presidente. Jack Tretton y Phil Harrison también fueron promovidos a vicepresidentes senior de SCE. En 2002, Sony introdujo su primer sistema operativo para una consola de videojuegos, después de la experiencia con el Net Yaroze. El kit transforma el ordenador PlayStation 2 en una ejecución completa de Linux.
El PlayStation Portable (PSP) fue la primera incursión de SCEI en el pequeño mercado de consolas portátiles. Su desarrollo se anunció por primera vez durante la conferencia Electronic Entertainment Expo de SCE en 2003 y se dio a conocer oficialmente durante su conferencia E3 el 11 de mayo de 2004. El sistema fue lanzado en Japón el 12 de diciembre de 2004 en Norteamérica el 24 de marzo de 2005 y en Europa y Australia el 1 de septiembre de 2005. El sistema operativo del sistema PSP trabaja con un sistema Linux personalizado. En noviembre de 2005, Sony creó la Alianza Linux con IBM y Philips.

### Creación de SCE Worldwide Studios, adquisiciones y reestructuración (2006–2011)
El 14 de septiembre de 2005, SCEI formó Sony Computer Entertainment Worldwide Studios (SCE WWS), una entidad interna única para supervisar todos los estudios de desarrollo de propiedad exclusiva dentro de SCEI. Se convirtió en responsable de la dirección creativa y estratégica de desarrollo y producción de todos los programas de entretenimiento informático de todos los estudios propiedad de SCEI, todo el software se produce exclusivamente para la familia de consolas PS. Shuhei Yoshida fue nombrado presidente de SCE WWS el 16 de mayo de 2008, reemplazando a Kazuo Hirai, que estaba sirviendo interino después de que Harrison dejara la compañía a principios de 2008.
El 8 de diciembre de 2005, el desarrollador de videojuegos Guerrilla Games, desarrolladores de la serie Killzone, fue adquirido por Sony Computer Entertainment como parte de SCE WWS. El 24 de enero de 2006, desarrollador de videojuegos Zipper Interactive, desarrolladores de la serie Socom, fue adquirido por Sony Computer Entertainment como parte de su SCE WWS.
En marzo de 2006, Sony anunció la red en línea para su próximo sistema PlayStation 3 (PS3) en la reunión de 2006 de PlayStation Business Briefing en Tokio, Japón, provisionalmente llamada "PlayStation Network Platform" y al final denominada PlayStation Network (PSN). Sony también declaró que el servicio siempre estaría conectado, libre, e incluye soporte multijugador.
La fecha de lanzamiento de la PS3 fue anunciada por Hirai en la conferencia Electronic Entertainment Expo celebrada en Sony Pictures Studios en Los Ángeles, el 8 de mayo de 2006. La PS3 fue lanzada en Japón el 11 de noviembre de 2006 y los EE. UU. Fecha fue el 17 de noviembre de 2006. El PSN también fue lanzado en noviembre de 2006.
El 30 de noviembre de 2006, el presidente de SCEI, Ken Kutaragi, fue nombrado presidente de SCEI, mientras que Hirai, entonces presidente de SCEA, fue promovido a presidente de SCEI. El 26 de abril de 2007, Ken Kutaragi dimitió de su cargo como presidente de SCEI y CEO del grupo, pasando sus funciones al recientemente nombrado presidente de SCE, Hirai.
El 20 de septiembre de 2007, los desarrolladores de videojuegos Evolution Studios y BigBig Studios, desarrolladores de la serie MotorStorm, fueron adquiridos por Sony Computer Entertainment como parte de SCE WWS.
El 15 de abril de 2009, David Reeves, presidente y consejero delegado de SCE Europe, anunció su próxima dimisión de su cargo. Se había incorporado a la compañía en 1995 y fue nombrado chairman de SCEE en 2003 y luego presidente en 2005. Su papel de presidente y CEO de SCEE sería asumido por Andrew House, que se unió a Sony Corporation en 1990. El PSP Go fue Lanzado el 1 de octubre de 2009, para Norteamérica y Europa, y el 1 de noviembre de 2009, para Japón.
El 1 de abril de 2010, SCEI fue reestructurada para reunir a las divisiones de electrónica móvil y computadoras personales de Sony. La principal división japonesa de SCEI fue renombrada temporalmente "SNE Platform Inc." (SNEP) el 1 de abril de 2010, y se dividió en dos divisiones que se centraron en diferentes aspectos: "Sony Computer Entertainment, Inc.", que consta de 1.300 empleados que se centraron en el negocio de la consola, 70 empleados. El negocio de servicios de red de SCEI fue absorbido por el grupo de productos y servicios de red de Sony Corp. (NPSG), que ya estaba encabezado por Hirai desde abril de 2009. El SCEI original se disolvió después de la reestructuración.
Las ramas norteamericanas y europeas de SCEI fueron afectadas por la reestructuración, y permanecieron como SCEA y SCEE. Hirai, por aquel entonces SCEI CEO y Sony Corporation EVP, dirigió ambos departamentos.
El 2 de marzo de 2010, el desarrollador de videojuegos Media Molecule, desarrolladores del juego para PlayStation 3 (PS3), LittleBigPlanet, fue adquirido por SCEI como parte de su SCE WWS. El 23 de agosto de 2010, la sede de la empresa se trasladó de Minami-Aoyama a Sony City (sede de Sony Corporation) en Kōnan, Minato, Tokio.
El 20 de abril de 2011, SCEI fue víctima de un ataque a su sistema PlayStation Network, que también afectó a su división en línea, Sony Online Entertainment. El 1 de agosto de 2011, el desarrollador de videojuegos Sucker Punch Productions, desarrolladores de la serie Sly Cooper y Infamous, también fue adquirido.

### Lanzamiento de PS Vita y PS4, adquisiciones, expansión de China (2011–2016)
En enero de 2012, BigBig Studios fue cerrado y Cambridge Studio (renombrado Guerrilla Cambridge) convirtiéndose en un estudio hermano de Guerrilla Games. En marzo de 2012, Zipper Interactive, desarrolladores de la serie SOCOM, MAG y la Unite 13, fue cerrada. El 25 de junio de 2012, Hirai se retiró como presidente de Sony Computer Entertainment; Sin embargo, permaneció en el consejo de administración.
El 2 de julio de 2012, Sony Computer Entertainment adquirió Gaikai, un servicio de juegos basado en la nube. En agosto de 2012, Sony Liverpool desarrollador de la Wipeout y la serie de juegos de Fórmula Uno fue cerrada.
Un comunicado de prensa fue publicado el 20 de agosto de 2013, anunciando la fecha de lanzamiento de la consola PlayStation 4 (PS4). En esa fecha, SCEI introdujo el sistema de la serie CUH-1000A y anunció la fecha de lanzamiento para el 15 de noviembre de 2013 para los mercados de América del Norte y el 29 de noviembre de 2013 para Europa, Australia, Nueva Zelanda, Argentina, Brasil, Chile, Colombia, Costa Rica, El Salvador, Guatemala, México, Panamá y Perú.
Después de un anuncio de enero de 2014 por parte del gobierno chino de que la suspensión de la consola de videojuegos de 14 años se levantaría, la PS4 estaba programada para ser la primera consola de videojuegos de Sony a ser oficial y legalmente lanzada en China desde la PlayStation 2. La ley fue promulgada en 2000 para "proteger la salud mental de los jóvenes" según se indicaba.
El 6 de marzo de 2014, Tretton, presidente y consejero delegado de Sony Computer Entertainment of America, anunció que renunciaría a su cargo al final del mes, citando un acuerdo mutuo entre él y SCEA para el cese de su contrato. Tretton trabajó en SCEA desde 1995 y fue miembro fundador del equipo ejecutivo de la compañía. Participó en el lanzamiento de todas las plataformas PlayStation en Norteamérica, incluyendo PlayStation, PS2, PSP, PS3, PSN, PS Vita y PS4. Tretton fue reemplazado por Shawn Layden, vicepresidente y director de operaciones de Sony Network Entertainment International, que entró en vigor el 1 de abril de 2014. El 2 de abril de 2015 se anunció que Sony Computer Entertainment había adquirido la propiedad intelectual del servicio de juegos en la nube OnLive, y que sus servicios dejarían de funcionar a finales de mes.
La versión beta del primer servicio de televisión basado en la nube de Sony, PlayStation Vue (PSVue), se lanzó en Estados Unidos en noviembre de 2014. Solo se ofreció para los usuarios de PS3 y PS4 antes de su lanzamiento oficial A principios de 2015. Sony firmó acuerdos con grandes redes, como CBS, Discovery Communications, Fox y Viacom, para que los usuarios puedan ver videos en vivo, así como ponerse al día y obtener contenido, de más de 75 canales, como Comedy Central y Nickelodeon. Aunque las fechas de fijación de precios y de lanzamiento para otras regiones no fueron publicadas, Sony confirmó que PSVue estará disponible en iPad, seguido de otros dispositivos de Sony y de otros fabricantes.

### Como Sony Interactive Entertainment (2016–presente)
El 26 de enero de 2016, Sony anunció que a partir del 1 de abril de 2016, Sony Computer Entertainment y Sony Network Entertainment International serán reorganizados y combinados en una nueva empresa, Sony Interactive Entertainment. A diferencia de SCE, Sony Interactive Entertainment tiene su sede en San Mateo, California, y representa a toda la marca PlayStation, sus filiales regionales y sus operaciones de contenido. El 24 de marzo de 2016, Sony anunció el establecimiento de ForwardWorks, un nuevo estudio dedicado a producir juegos "completos" basados en las propiedades intelectuales de Sony para plataformas móviles como teléfonos inteligentes. En diciembre de 2016, varios medios de comunicación informaron que Sony estaba considerando reestructurar sus operaciones en los Estados Unidos al fusionar su negocio de televisión y cine con SIE. Según los informes, una reestructuración de este tipo habría colocado a Sony Pictures bajo la presidencia de Sony Interactive, Andrew House, aunque House no se habría hecho cargo de las operaciones diarias del estudio de cine. Según un informe, Sony tenía previsto tomar una decisión final sobre la posibilidad de la fusión de los negocios de televisión, cine y juegos para fines del año fiscal en marzo del año siguiente (2017). Sin embargo, a juzgar por la actividad de Sony en 2017, la fusión que se rumoreaba nunca se materializó.
El 8 de enero de 2019, Sony anunció que la compañía había firmado un acuerdo definitivo para que Sony Interactive Entertainment adquiriera Audiokinetic. El 20 de mayo de 2019, Sony Interactive Entertainment anunció que la compañía había lanzado PlayStation Productions, un estudio de producción que extraerá el extenso catálogo de títulos de videojuegos para películas y televisión de la compañía. La nueva empresa está dirigida por Asad Qizilbash y supervisada por Shawn Layden, presidente de Worldwide Studios en SIE. El 19 de agosto de 2019 Sony anuncia desde sus redes sociales la compra del estudio Insomniac Games, conocido por desarrollar la serie Ratchet & Clank, y por el actual Spider-Man convirtiéndose en un estudio first-party con el propósito de fortalecer los exclusivos para su marca PlayStation. El 23 de octubre de ese mismo año Shawn Layden, presidente de Sony Interactive Entertainment, abandonó la empresa tras un comunicado en las redes sociales de PlayStation siendo sucedido por Jim Ryan, sin embargo la empresa fue reestructurándose desde ese entonces como la llegada de Nicolas Doucet el nuevo director de SIE Japan Studio. El 9 de diciembre de 2019 Sony con su división Sony Interactive Entertainment con la asociación de la MLB publicaron en sus redes sociales que a partir del año 2021 la serie de videojuegos MLB The Show desarrollado por San Diego Studio, pasaría a ser un juego para ser publicados en diferentes plataformas desde la Nintendo Switch de Nintendo, las videoconsolas Xbox de Microsoft hasta la PC, mientras que el estudio de Sony, San Diego Studio mantendrá su perfil como desarrolladora de la serie MLB The Show.
El 9 de enero de 2020 Sony revela oficialmente el logotipo de la PlayStation 5 en el Consumer Electronic Show 2020, presentando sin ninguna novedad por el momento. El 6 de febrero de 2020 Sony anuncia el cierre del estudio Manchester Studio, quienes se dedicaban únicamente a desarrollar juegos para la PlayStation VR y fundado en el año 2015, sin embargo el estudio nunca hizo público el proyecto de lo que estaban desarrollando, ni el estado en la que se encontraba
SIE anunció la formación de PlayStation Studios en mayo de 2020 que se presentará formalmente junto con la PlayStation 5 a finales de 2020. PlayStation Studios servirá como una organización paraguas para sus estudios de desarrollo principal, incluidos Naughty Dog, Insomniac, Santa Mónica Studio, Media Molecule and Guerrilla Games, así como también se usará para crear marcas en videojuegos desarrollados por estudios traídos por Sony en situaciones de trabajo por contrato. Sony planea usar la marca "PlayStation Studios" tanto en PlayStation 5 como en los nuevos juegos de PlayStation 4 para ayudar con el reconocimiento del consumidor, aunque la marca no está lista para algunos de los lanzamientos de Sony a mediados de 2020 como The Last of Us Part II.
El 31 de enero de 2022, Sony Interactive Entertainment anunció la adquisición de Bungie por 3.600 millones de dólares.
El 21 de marzo de 2022, Sony Interactive Entertainment adquirió Haven Studios.

## Hardware

### Consolas de sobremesa
- PlayStation (1994 - 2006, 104,2 millones de consolas): Primera videoconsola lanzada por SCE el 3 de diciembre de 1994 (Japón) y septiembre de 1995 (Norteamérica y Europa). Fue ideada en principio como un sistema con formato CD-ROM para Nintendo, en respuesta al Sega CD. Cuando el proyecto fue cancelado, Sony rediseñó el sistema para convertirla en una consola de sobremesa con la que pretendía competir en el mercado de las 32 bits. Fue descontinuada el 23 de marzo de 2006, convirtiéndola en una consola que duró dos generaciones: quinta y sexta.

- PlayStation 2 (2000 - 2013, 160,1 millones de consolas): Salió al mercado mundial el 4 de marzo del 2000. Su mayor característica es un procesador central conocido como Emotion Engine, y presentaba un formato de DVD. Ha sido la consola con más ventas de la historia. Los principales motivos de su gran éxito fueron: un lector de DVD y CD, su gran cantidad de juegos (unos 2700, de hecho la cifra total no se conoce con exactitud) y ser retro compatible con su predecesora: la PlayStation. Fue descontinuada el 4 de enero de 2013, convirtiendo a la PlayStation 2 en una consola que duró tres generaciones: sexta, séptima y octava.

- PlayStation 3 (2006 - 2017,[59] 89,5 millones de consolas): Lanzada el 10 de noviembre de 2006, PS3 cuenta con un microprocesador Cell que desarrolló junto con Toshiba e IBM. La unidad procesadora gráfica, la RSX Reality Synthesizer, fue desarrollada de forma conjunta por Sony y NVidia. La consola cuenta además con un sistema unificado de juegos en línea (PlayStation Network) y soporte de contenidos en formato Blu-ray. Posteriormente a su lanzamiento fue lanzado el sistema de control compatible PlayStation Move. Fue descontinuada el 29 de mayo de 2017, convirtiéndola en una consola que duró dos generaciones: séptima y octava.

- PlayStation 4 (2013 - presente, 118,5 millones de consolas): Anunciada el día 20 de febrero del 2013, es la sucesora de la PlayStation 3 y forma parte de las videoconsolas de octava generación. Su lanzamiento fue el 15 de noviembre de 2013 en América, el 29 de noviembre de 2013 en Europa y el 22 de febrero de 2014 en Japón.

- PlayStation 5 (2020 - presente, 5,5 millones de unidades): Fue anunciada el 11 de junio de 2020, siendo la sucesora de la PlayStation 4 y es una de las primeras consolas en dar comienzo a la novena generación. La consola contará con dos modelos: La PS5 estándar con lector de discos Blu-ray Ultra HD y una PS5 Digital Edition sin el lector. El nuevo mando DualSense tiene un diseño moderno y adaptado al jugador. Este nuevo modelo tiene una capacidad de resolución de vídeo en 8K, es compatible con la tecnología de Ray Tracing y un procesador AMD Zen 2. Su fecha de lanzamiento fue el 12 de noviembre de 2020 en Norteamérica, Japón, Australasia y Corea del Sur y el 19 de noviembre de 2020 para el resto del mundo.

| Nombre   | PlayStation | PlayStation 2 | PlayStation 3 | PlayStation 4 | PlayStation 5 |
| -------- | ----------- | ------------- | ------------- | ------------- | ------------- |
| Consolas |             |               |               |               |               |
|          |             |               |               |               |               |

### Portátiles
- PocketStation (1999 - 2002), 5 millones de consolas vendidas: Es la primera consola portátil de Sony Computer Entertainment, que fue creada como un periférico para PlayStation. Fue lanzada en Japón el 23 de enero de 1999 y cuenta con pantalla LCD, micrófono, reloj, conexión por infrarrojos y la posibilidad de ser usada como tarjeta de memoria, la cual es sospechosamente similar al Visual Memory Unit de la Sega Dreamcast. Compitió duro con la GBC de Nintendo y solo estuvo en el mercado durante 1999 y 2002. Aunque también se puede encontrar en algunas partes de Europa y en Sudamérica.

- PlayStation Portable (2004 - 2014), 80,82 millones de consolas: Es la sucesora de la memoria PocketStation, fue lanzada en 2004 a todo el mundo, es la segunda incursión de Sony en el mercado de las portátiles, y la primera a nivel mundial. Pretendía competir en un mercado dominado tradicionalmente por Nintendo, y también intentar hacer que sus portátiles lleguen a más partes del mundo, a diferencia de la PocketStation. Esta consola compitió con la DS de Nintendo. La PSP contó con tres rediseños (PSP Lite, PSP 3000 y PSP Go) que mejoraban varios aspectos de cada versión anterior y ambas tienen una potencia gráfica similar a PlayStation 2.

- PlayStation Vita (2011 - 2019), 16 millones de consolas: Fue lanzada el 17 de diciembre de 2011 en Japón y el 22 de febrero de 2012 en Europa y América. Es la sucesora de PlayStation Portable y cuenta con un diseño mejorado respecto la versión anterior. Tiene una potencia gráfica similar a PlayStation 3. Además, entre otras muchas novedades, incluye dos cámaras (frontal y trasera), pantalla multitáctil y GPS, y compitió con la 3DS de Nintendo. En septiembre de 2018, Sony confirmó que la consola se dejaría de producir en marzo de 2019, y la consola fue descontinuada en dicha fecha a nivel mundial, debido a lo poco que PS Vita vendió, y porque Sony jamás pudo vencer a Nintendo en el territorio portátil, perdiendo 3 veces por generaciones. Eso porque Sony considera la tercera es la vencida, por las 3 veces que perdió por Nintendo en las ya mencionadas portátiles.

| Nombre     | PocketStation | PlayStation Portable | PlayStation Vita |
| ---------- | ------------- | -------------------- | ---------------- |
| Portátiles |               |                      |                  |
|            |               |                      |                  |

### Otros sistemas
- PSX (2002): Sistema que combinaba las capacidades de una PS2 e incluía una grabadora de DVD y disco duro. Fue el primer sistema en incluir la interfaz XrossMediaBar y supuso un intento de lanzar un sistema multimedia, pero dado sus bajas ventas no salió del mercado japonés. Solo estuvo en el mercado durante 2002. Además, el menú e interfaz de la consola sirvieron como base para el menú de PSP y PS3.

- PSP Go (2009): Consola portátil con botonera deslizable que carece de ranura para juegos y en su lugar utiliza la nube para su descarga, en lugar de usar UMD's como los modelos anteriores. Su lanzamiento se realizó el 1 de noviembre de 2009 en Japón y de octubre en EUA y EU.

- PSP E1000 (2011): Consola portátil la cual fue anunciada en el Gamescom del 2011, esta consola carece de conexión WI-FI y vuelve con el uso de UMD (Universal Media Disc), esta consola salió para los clientes que no tenían suficientes recursos para comprar una PSP 3000 o una PSP Go. Saliendo con un precio de 99,95€.

## Software

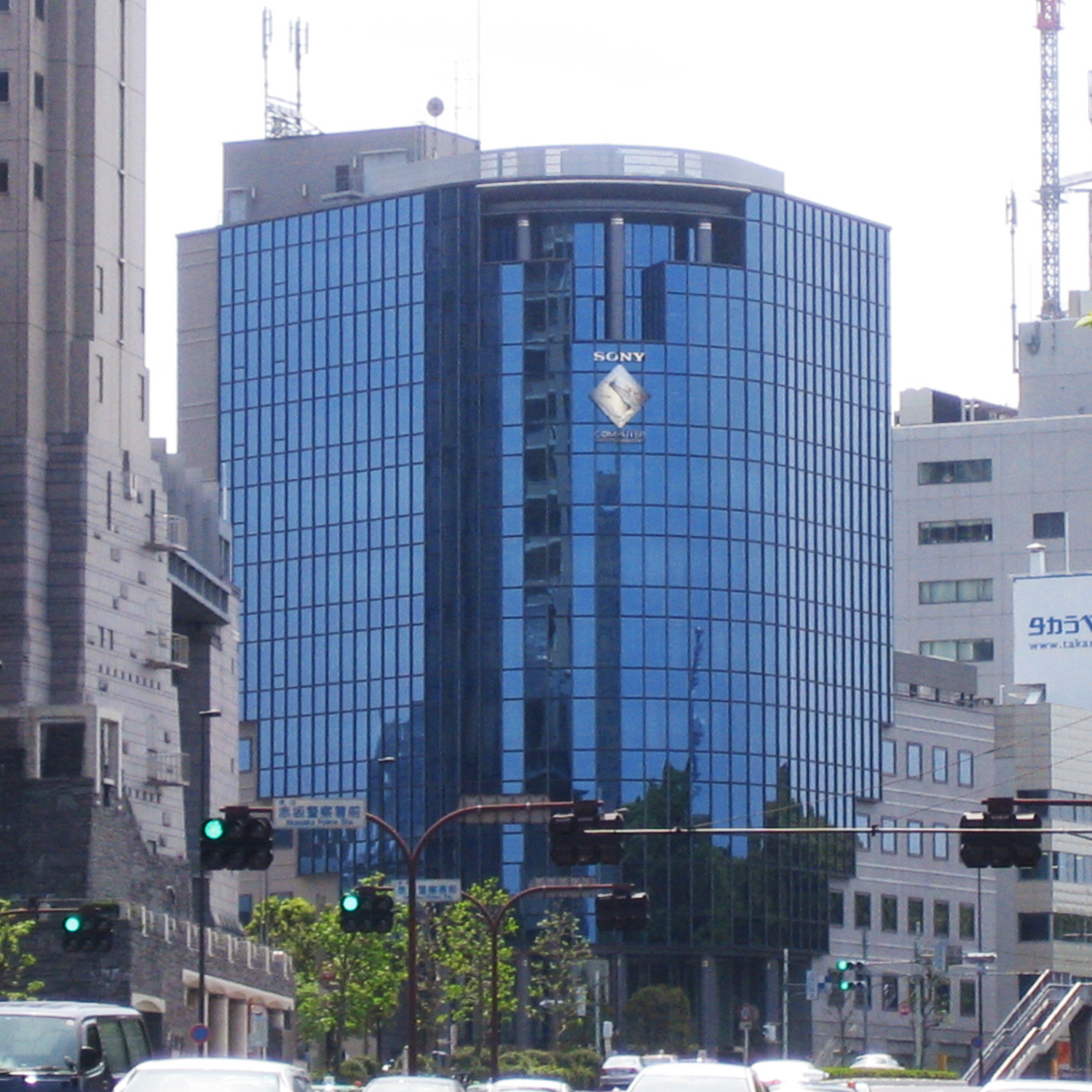
Sede de SIE en Minato (Tokio).

El 14 de septiembre de 2005 SIE fundó la Sony Interactive Entertainment Worldwide Studios (SIE WWS) una única entidad interna encargada de supervisar todos los estudios vinculados a SIE. Es la compañía responsable de la dirección creativa y estratégica para el desarrollo y producción de software, que se produce en exclusiva para la familia de consolas de SIE. Su presidente es Jim Ryan, e incluye las siguientes desarrolladoras first-party:
- Asía:
  -  Malaysia Studio
  -  Polyphony Digital Inc.
  -  Team Asobi
- Norte América:
  -  Bend Studio
  -  Bluepoint Games
  -  Bungie
  -  Insomniac Games
  -  Naughty Dog
  -  Pixelopus
  -  San Diego Studio
  -  San Mateo Studio
  -  Santa Mónica Studio
  -  Sucker Punch Productions
  -  Valkirie Entertainment
  -  Haven Studios
- Europa:
  -  Housemarque
  -  Guerrilla Games
  -  Nixxes Software
  -  Firesprite
  -  Media Molecule
  -  XDEV

Asimismo, SIE ha desarrollado vínculos con diversas compañías third-party con las que mantiene o ha mantenido una colaboración en el desarrollo de diversos títulos. Algunas de ellas son Level-5, NaNa On-Sha, Ready at Dawn Studios, Novarama, High Impact Games, Quantic Dream, entre otras.
Algunos de las sagas que son exclusivos de Sony y sus consolas son:
- 1Xtreme
- Alundra
- Ape Escape
- Beyond: Two Souls
- Bloodborne
- Blood & Truth
- Buzz!
- Concrete Genie
- Cool Boarders
- Dark Cloud
- Days Gone
- Death Stranding
- Demon's Souls
- Destruction AllStars
- Detroit: Become Human
- Drawn to Death
- Driveclub
- Echochrome
- Eyepet
- Fat Princess
- Folklore
- Forbidden Siren
- Freedom Wars
- Ghost of Tsushima
- God of War
- Gran Turismo
- Gravity Rush
- Heavenly Sword
- Heavy Rain
- Hidden Agenda
- Horizon Zero Dawn
- Hot Shots Golf
- Ico
- InFamous
- Invizimals
- Jak and Daxter
- Jeanne d'Arc
- Jet Moto
- Journey
- Jumping Flash!
- Killzone
- Knack
- Legend of Legaia
- LittleBigPlanet
- LocoRoco
- Marvel´s Spider-Man
- Marvel's Wolverine
- MediEvil
- MLB: The Show
- ModNation Racers
- Motorstorm
- Pain

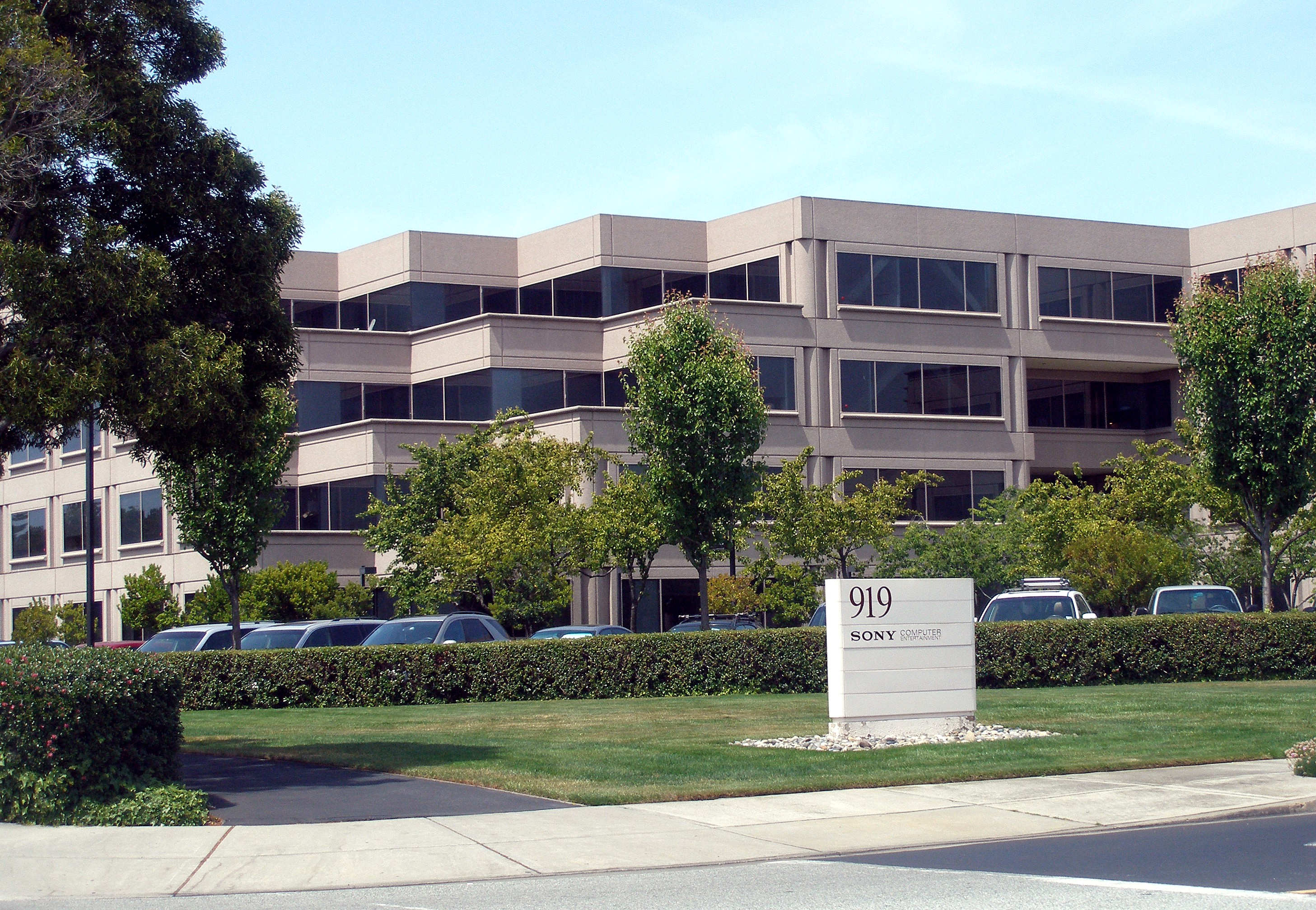
Antigua sede de SCEA en Foster City, California.

- PaRappa the Rapper / UmJammer Lammy
- Patapon
- PlayStation All-Stars Battle Royale
- Ratchet & Clank
- Resistance
- Returnal
- Rogue Galaxy
- SingStar
- Sly Cooper
- Starhawk
- SOCOM: U.S. Navy SEALs
- Soul Sacrifice
- Shadow of the Colossus
- Syphon Filter
- Tearaway
- The Last Guardian
- The Last of Us
- The Legend of Dragoon
- The Order: 1886
- Together Everywhere
- Tombi!
- Toukiden
- Twisted Metal
- Uncharted
- Until Dawn
- Vib-Ribbon
- Warhawk
- White Knight Chronicles
- WipEout

### Otras plataformas
SIE comenzó a lanzar algunos de los títulos exclusivos de sus estudios first-party para Microsoft Windows en 2020, comenzando con Horizon: Zero Dawn en agosto de 2020 y con Days Gone en mayo de 2021. Layden dijo en una entrevista de 2021 que fue parte del equipo el que ideó este concepto, donde reconocieron que "necesitamos salir a donde están estos nuevos clientes, donde podrían estar estos nuevos fanáticos. Tenemos que ir a donde están... Porque han decidido no venir a mi casa, así que tengo que ir a su casa ahora. ¿Y cuál es la mejor manera de ir a su casa? ¿Por qué no tomar uno de nuestros juegos más vendidos?" Ryan dijo en una entrevista que con algunos de los últimos títulos de PlayStation 4 "Hay una oportunidad de exponer esos grandes juegos a un público más amplio" y que el lanzamiento de Horizon: Zero Dawn en Windows muestra que había un gran interés en futuros lanzamientos. Un informe de inversores en 2021 declaró que un factor principal en el reciente deseo de SIE de expandirse a los juegos de PC bajo Ryan proviene de la motivación para expandir la marca PlayStation a China, Rusia e India, mercados donde los juegos orientados a consolas son mucho menos frecuentes que en Occidente y Japón. En junio de 2021, después de adquirir el estudio Nixxes, que se había convertido en su desarrollador de referencia para estos puertos, Sony confirmó que se dedican a los juegos de PC y valoran a los jugadores de PC, aunque las consolas PlayStation seguirán siendo los "primeros" y "mejores" lugares para jugar sus juegos. Los lanzamientos posteriores de Windows incluyeron God of War de 2018 en enero de 2022, Marvel's Spider-Man Remastered en agosto de 2022, Marvel's Spider-Man: Miles Morales a fines de 2022, la colección Uncharted: Legacy of Thieves más adelante en 2022 y el remake de The Last of Us Part I en algún momento en el futuro.
Video Games Chronicle observó que Sony había establecido un sello de PlayStation PC en abril de 2021 para manejar la publicación de sus juegos en Windows. SIE declaró en un informe de inversores de mayo de 2022 que las ventas de puertos para PC de sus juegos habían crecido de $ 30 millones en su año fiscal 2020 a $ 80 millones en 2021, y se estima en $ 300 millones para 2022. Debido a esto, SIE planea continuar apoyando los lanzamientos para PC de sus juegos exclusivos de PlayStation y anticipar que para 2025, un tercio de sus ingresos por juegos provendrá de las ventas de PC.
SIE también comenzó a buscar el mercado de juegos móviles, contratando a un ex gerente de contenido para Apple Arcade en 2020, como un medio para llevar sus IP a esta plataforma. Se espera que para 2025, los juegos móviles representen el 20% de sus ingresos por juegos.

## Asuntos Corporativos
El presidente y CEO del grupo de SIE es actualmente Andrew House, en sustitución de Kaz Hirai, que él mismo había reemplazado durante mucho tiempo al CEO Ken Kutaragi, también conocido como "El Padre de la PlayStation". Kutaragi se retiró oficialmente de su cargo ejecutivo en SIE el 19 de junio de 2007, y ahora tiene el título de presidente honorario de la compañía.
Shawn Layden y Jim Ryan actualmente sirven como presidentes de SIE Worldwide Studios y Jefe de Ventas Globales y Marketing, respectivamente.

### Sede
Actualmente, SIE tiene tres sedes principales alrededor del mundo:
| Filial                                            | Ubicación                             | Nota |
| ------------------------------------------------- | ------------------------------------- | --- |
| Sony Interactive Entertainment Inc. (SIEI)        | San Mateo, California, Estados Unidos | Es sede a la vez de Sony Interactive Entertainment America LLC (SIEA), que controla las operaciones en toda América. |
| Sony Interactive Entertainment Japan Asia (SIEJA) | Kōnan, Minato, Tokio, Japón           | Controla las operaciones en Asia y también fue la sede de Sony Computer Entertainment.                               |
| Sony Interactive Entertainment Europe Ltd. (SIEE) | Londres, Reino Unido                  | Controla las operaciones en Europa y Oceanía.                                                                        |

SIE también tiene oficinas más pequeñas y centros de distribución en Hollywood, Los Ángeles, California; San Diego, California, Estados Unidos. Toronto, Ontario, Canadá; Melbourne, Australia; Seocho-gu, Seúl, Corea del Sur; y Liverpool, Reino Unido.

### Aprobación del juego
SIE evalúa y aprueba juegos para sus consolas. Los desarrolladores envían conceptos de juego a Sony a principios del proceso de diseño. Cada unidad de SIE tiene su propio proceso de evaluación; SIEE, por ejemplo, aprobó a Billy the Wizard para sus consumidores, pero SIEA no lo hizo. La compañía veces impone restricciones adicionales, como cuando prohibió que juegos del PS y PS2 fuesen llevados a la PSP ya que el 30% del contenido no era nuevo aun en la consola de Sony.